# Jean-Eugène Bataillon
Jean-Eugène Bataillon (Annoire, 1869 – Castelnau-le-Lez, 1953) è stato un biologo francese, ideatore della partenogenesi traumatica sperimentale.

## Biografia
Bataillon fu professore di zoologia alle Università di Digione, Strasburgo, Montpellier, e fu rettore dell'università di Clermont-Ferrand.
Nel 1910 riuscì a provocare la fecondazione di uova di anfibi (rane) senza intervento di spermatozoi, per mezzo della puntura di un ago. Il primo a ottenere una partenogenesi sperimentale era stato, nel 1900, il tedesco-americano Jacques Loeb, che aveva trattato uova di riccio di mare con una soluzione salina. Bataillon fu il primo a provocare la partenogenesi di un vertebrato oviparo, la rana.
Dopo di lui, nel 1934, l'americano Gregory Pincus fu il primo ad ottenere la partenogenesi di un mammifero, stimolando uova di coniglia mediante soluzioni saline e traumi termici.
Bataillon è ricordato anche per le sue ricerche sulle ibridazioni sperimentali fra specie e generi diversi che contribuirono in modo considerevole a una migliore conoscenza della fecondazione animale.